# Одинокий рояль
«Одинокий рояль» — советский кукольный мультипликационный фильм, снятый на киностудии «Союзмультфильм» в 1986 году.
Один из ранних фильмов, с которым мультипликатор Наталья Дабижа в 1980-х годах заявила о себе как о ведущем режиссёре «Союзмультфильма».

## Сюжет
У одного мальчика был рояль — да не просто рояль, а настоящий друг, на котором можно не только исполнить мелодию, но и сыграть с ним в футбол. Всё было хорошо до того дня, пока родители мальчика не решили развестись, а вслед за этим — разменять квартиру и продать рояль. И тогда рояль ушёл из дома. Долго он бродил по улицам города, наигрывая мелодии, пока не встретил потерявшегося щенка. А мальчик тоже бегал по городу в поисках своего друга. И помирившиеся родители ходили по улицам в поисках сына. Пока наконец все не встретились.

## Съёмочная группа
- Режиссёр -  Наталья Дабижа
- Автор сценария - Хаким Булибеков
- Художник-постановщик - Аркадий Мелик-Саркисян
- Оператор - Сергей Хлебников
- Мультипликаторы - Владимир Зарубин, Ирина Собинова-Кассиль, Елена Холина, Наталья Дабижа
- Звукооператор - Владимир Кутузов
- Композитор - Илья Катаев

## Награды на фестивалях
- «Одинокий рояль» (1986) удостоен приза за лучшее изобразительное решение на МКФ в Португалии (художник Аркадий Мелик-Саркисян)[2].